# 聯合國軍事停戰委員會
聯合國軍事停戰委員會（英語：United Nations Command Military Armistice Commission），简称军停会（UNCMAC），是聯合國於1953年韓戰結束時所設立的機構，由朝鲜人民军代表团、中国人民志愿军代表团一方与联合国军代表团另一方主持。该委员会用于監督南北韓雙方對於《朝鲜停战协定》的履行。但该委员会的工作从1991年起便完全中止。

## 歷史
1953年時，南北韓雙方雖然都同意停戰，但對於具體的停戰條件以及停戰協定的內容卻有很大的分歧，這導致停戰談判進行得相當緩慢；然而，在時任美國總統的德懷特·艾森豪出訪联合国军的總部後，談判進度有了很大的進展。其后，美国、中國、北韓三边同意簽署停戰協定以交換戰俘。協定簽署後，多數的联合国军都撤出朝鮮半島。 然而，停戰協議並不等同於和平條約，南北韓雙方依然沿著北緯38度線上的三八線對峙。
1991年3月，由于美国决定由大韩民国国军军官代表联合国军代表团出任军停会委员职务，而韩国并非停战协议签约方，朝鲜提出抗议并不再参与会议，停战委员会名存實亡。
1994年12月15日，应朝鲜政府请求，中华人民共和国中央军事委员会主席江泽民命令召回驻板门店军事停战委员会中国人民志愿军代表团。目前，军事停战委员会仅剩联合国军代表团常驻板门店。

## 外部連結
- 短片 STAFF FILM REPORT 66-19A (1966) 可在互联网档案馆自由下载

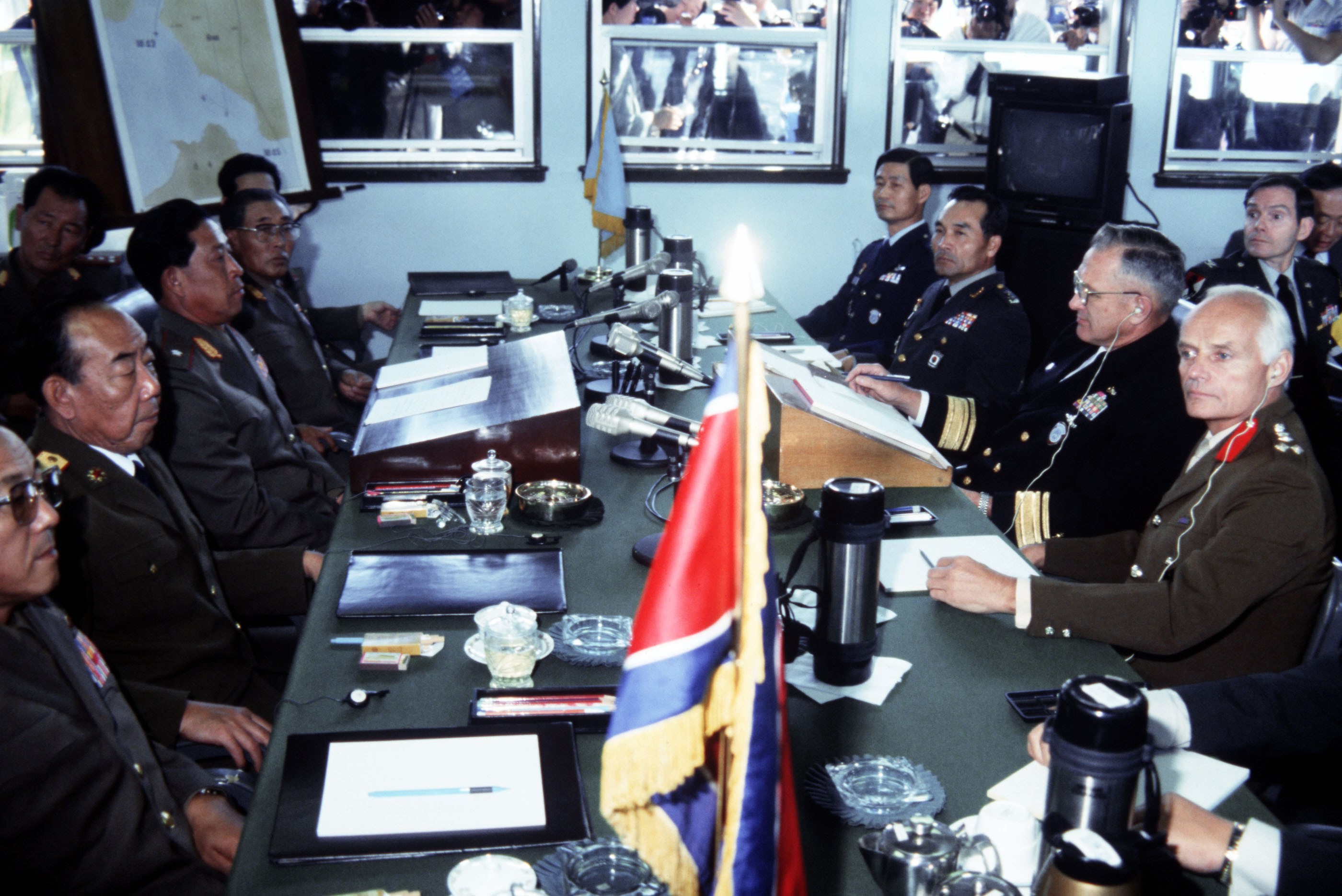
於1990年舉辦的第458次軍事停戰委員會會議。参战双方首席委员——联合国军方面首席委员、美军驻韩海军部队司令拉里·G·沃格特（Larry G. Vogt）海军少将（右二），军停会朝中方面首席委员崔义雄少将（左三），军停会朝中方面中国人民志愿军委员田胜少将（左二）。

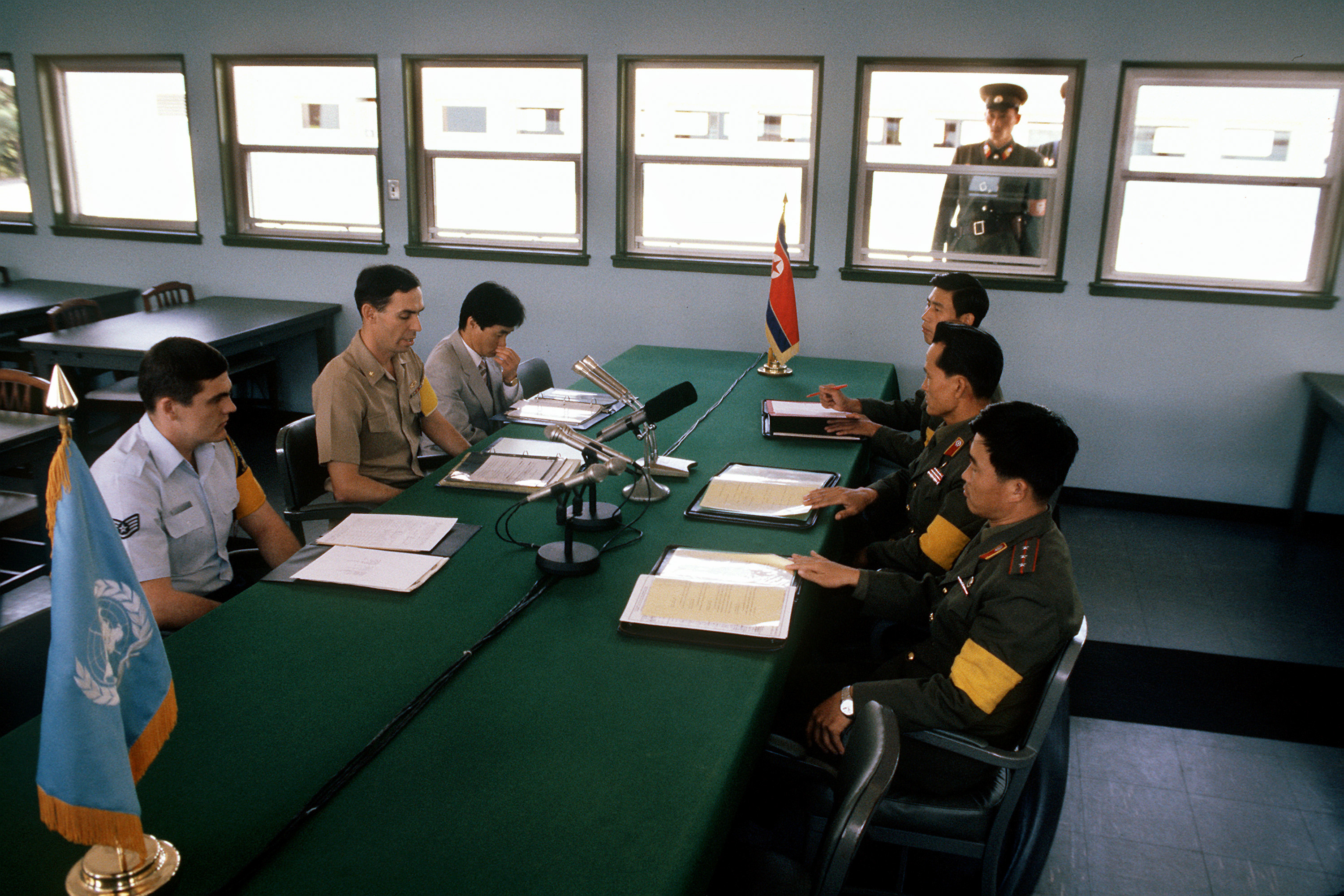
聯合國與北韓代表在共同警備區內的中立區會談室會面，攝於1989年

- Transcripts of Meetings of the Military Armistice Commission United Nations Command, 1965-1966, "Historical Note", 3 July 2003, Operational Archives Branch, Naval Historical Center (United States Navy) 美國國會圖書館的存檔，存档日期2010-12-06